# Oettern
Oettern ist eine Gemeinde im Süden des Landkreises Weimarer Land und Teil der Verwaltungsgemeinschaft Mellingen.

## Geografie
Der Ort liegt in einem Mäander der Ilm an der Bundesstraße 87 zwischen Bad Berka und Weimar. Südlich erhebt sich der Kaitsch. In der Umgebung Oetterns hat sich das Tal der Ilm tief in den Muschelkalk eingefressen und ein landschaftlich reizvolles Tal gebildet.

## Geschichte

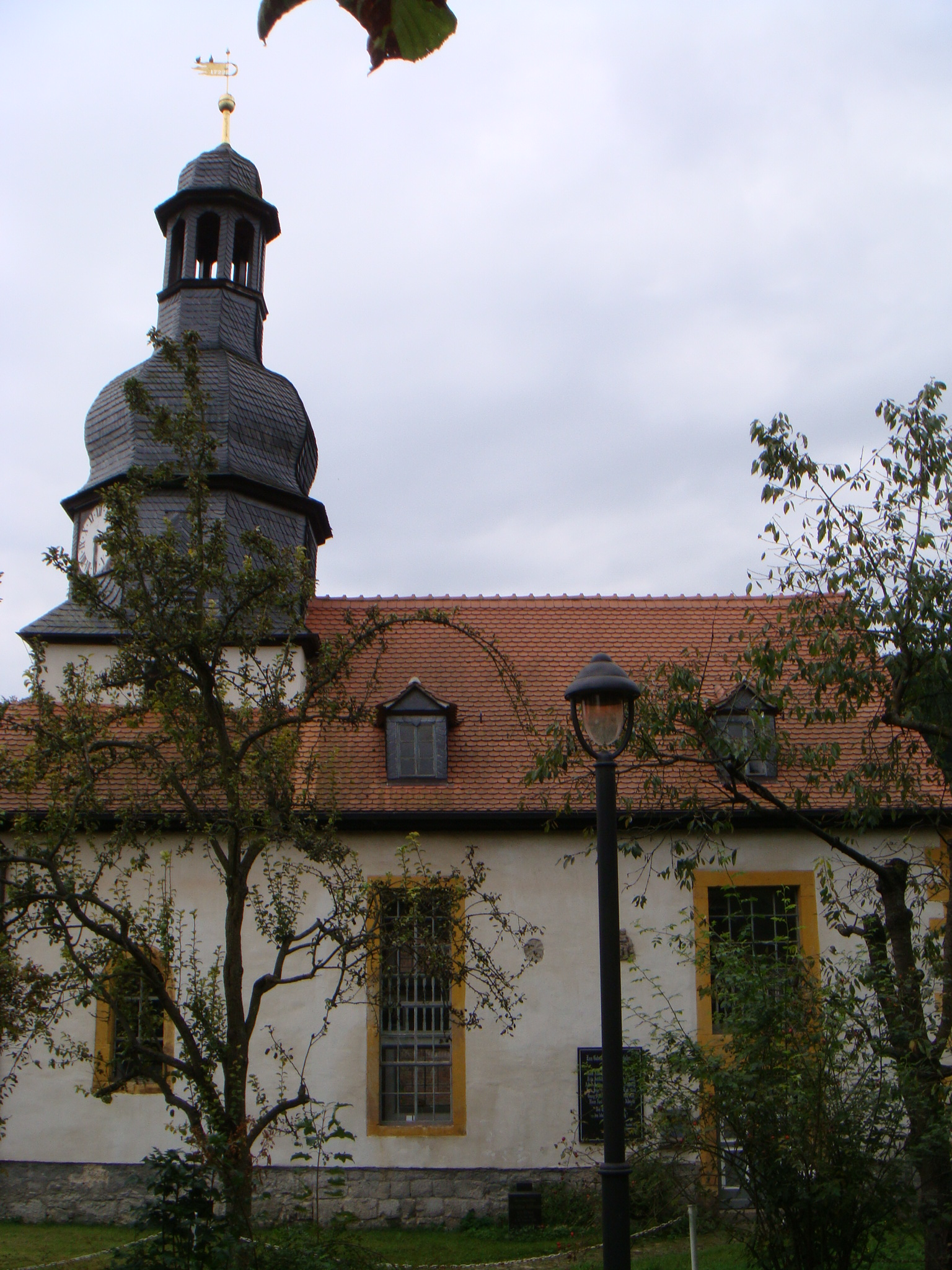
Evangelische Kirche Oettern

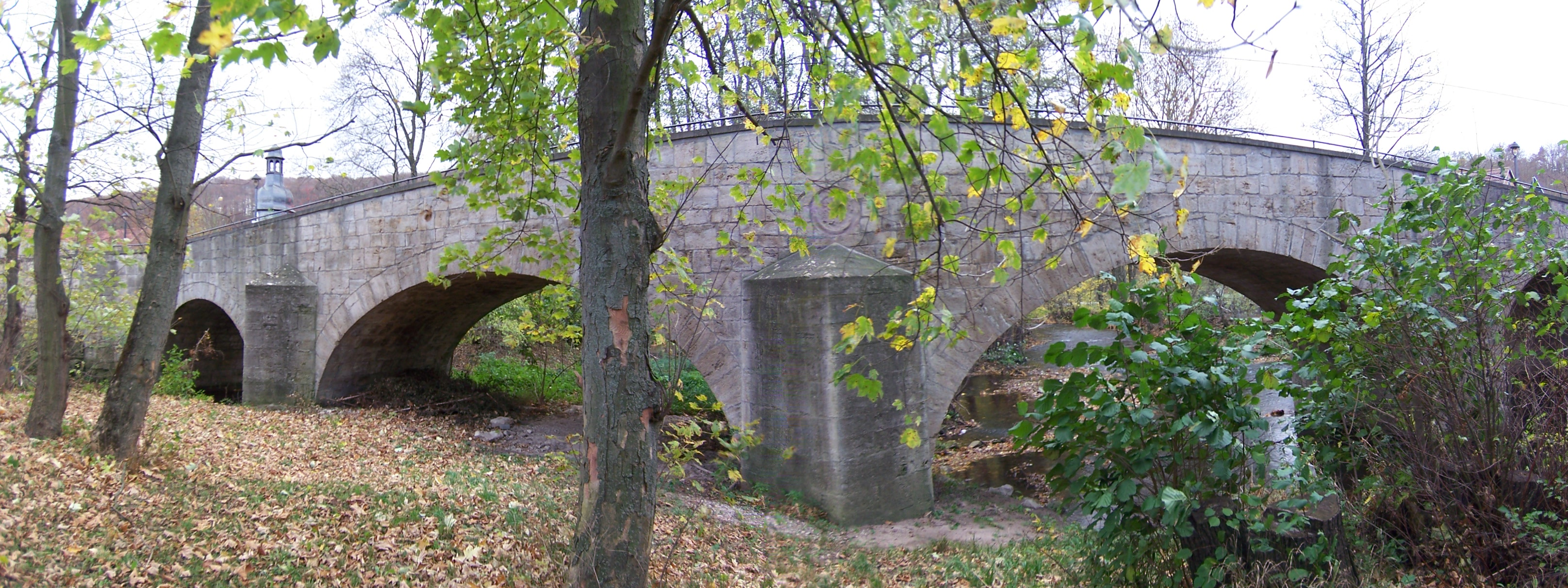
Steinerne Bogenbrücke über die Ilm von 1856

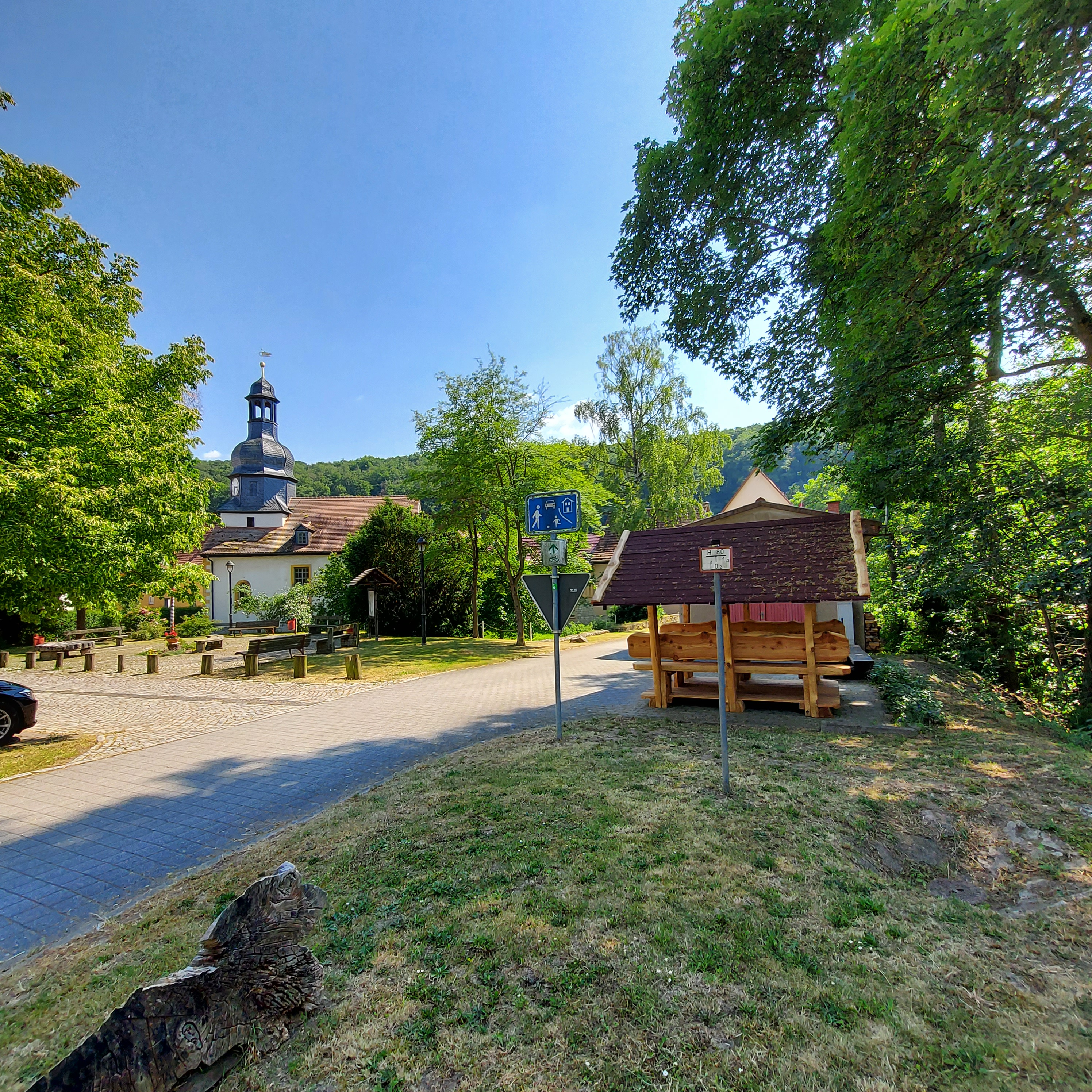
Ortsbild Oettern mit Kirche im Hintergrund

Der Ort wird im Jahr 1376 im Zusammenhang in einer Urkunde des Ritters Rudolf von Kühnhausen für Kloster Berka erstmals erwähnt. Oettern hatte schwer unter fortwährenden Überschwemmungen zu leiden. Ab Anfang des 19. Jahrhunderts war der Ort Teil des Großherzogtums Sachsen-Weimar-Eisenach und wurde nach 1945 mit dem Land Thüringen Teil der Sowjetischen Besatzungszone und der DDR.

## Wirtschaft und Infrastruktur

### Trinkwasserversorgung
Die Aufgabe der Trinkwasserversorgung hat die Gemeinde Oettern an den Wasserversorgungszweckverband Weimar übertragen.

## Sehenswürdigkeiten
- Dorfkirche Oettern
- Friedhof mit Grabstätte für sowjetischen Zwangsarbeiter
- Denkmalensemble des Ortskerns
- Wassermühle an der Ilm mit kleinem Mühlenmuseum
- Wallanlage der Otternburg
Sie liegt auf einem Bergsporn rechts der Ilm. Ein gut erhaltener Wall ist westlich auf der Hochfläche noch erhalten, der die Fläche begrenzt. Funde weisen auf die Jungstein- und die Späthallstatt- oder Frühlatènezeit hin.[3]

## Persönlichkeiten
- Ernst Bauchspieß (auch Severus Gastorius) (1646–1682), Kantor und Barockkomponist